# Arco senese

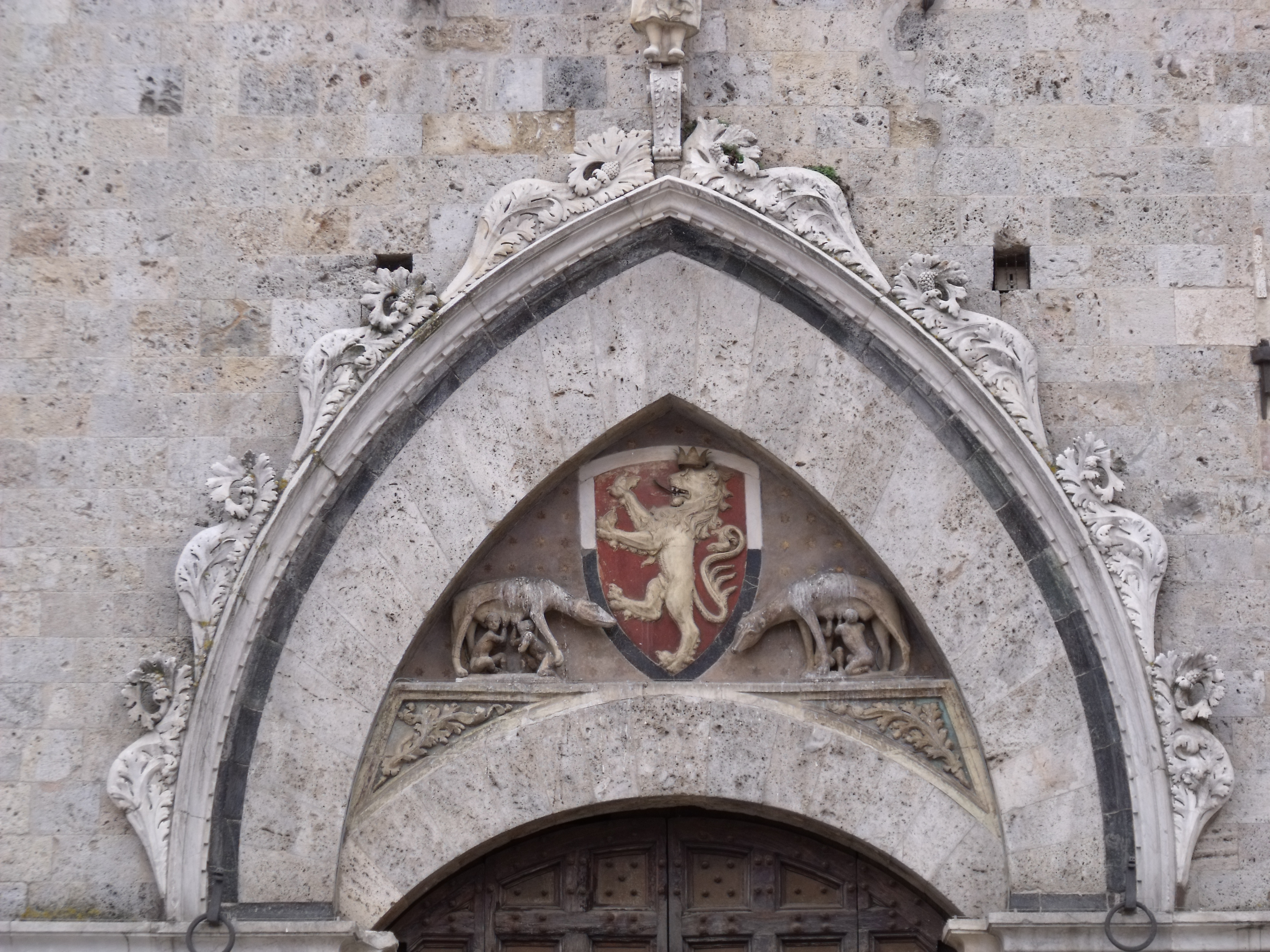
Arco senese lapideo nel portale del Palazzo Pubblico di Siena. Tra i due archi lo stemma del Capitano e le Lupe. Opera di Agostino di Giovanni

L'arco senese o sbarrato è un elemento architettonico costituito dalla compresenza di un arco acuto (o ogiva) superiore, di origine araba,  e di un arco a sbarra (o scemo o ribassato) in posizione sottostante, di origine pisana. 
Geometricamente è costituito da un arco acuto inscritto in un triangolo equilatero, sbarrato all'imposta da un arco ribassato di spessore variabile.

## Storia
L'arco ogivale fu introdotto nella città dall'Oriente durante le Crociate, 
L'arco senese ebbe ampia diffusione nell'architettura civile a Siena a partire dal XIII secolo e ha giocato un ruolo fondamentale nel determinare l'immagine della città, tanto da essere ripreso via via nel corso dei secoli nelle costruzioni più importanti. Ne rimangono esempi sia medievali autentici, sia di epoca tardogotica utilizzati in opposizione alle nuove istanze rinascimentali, sia di epoca romantica, neogotica o purista. 
Pur conservando la stessa geometria i vari esempi tuttora conservati presentano particolarità costruttive differenti.

## Struttura
Pur avendo anche un grande impatto decorativo, l’arco senese nasce probabilmente come soluzione costruttiva ai tipici dissesti osservabili dall'analisi del comportamento strutturale di un architrave. Questo infatti sostiene direttamente i carichi gravanti su una porzione di muratura grosso modo a forma di triangolo equilatero perché i carichi verticali vengono deviati ai lati dell’apertura della porta. Ciò si può manifestare con lesioni approssimativamente paraboliche che formano una specie di “arco di scarico” naturale.
Il confronto tra una piattabanda e un arco con intradosso a tutto sesto ed estradosso a sesto acuto permette di evidenziare come sulla piattabanda gravi una porzione di muratura (quindi un carico) maggiore di quanto sostenga un arco a tutto sesto o a sesto ribassato. Tutto ciò si massimizza nell’arco a sesto acuto, il quale deve sostenere poco più del proprio peso.
L’origine strutturale dell’arco senese tiene conto di quanto sopra; l’arco a sesto ribassato sostiene unicamente la muratura di riempimento dell’arco a sesto acuto, quest’ultimo invece svolge la funzione di elemento strutturale principale.

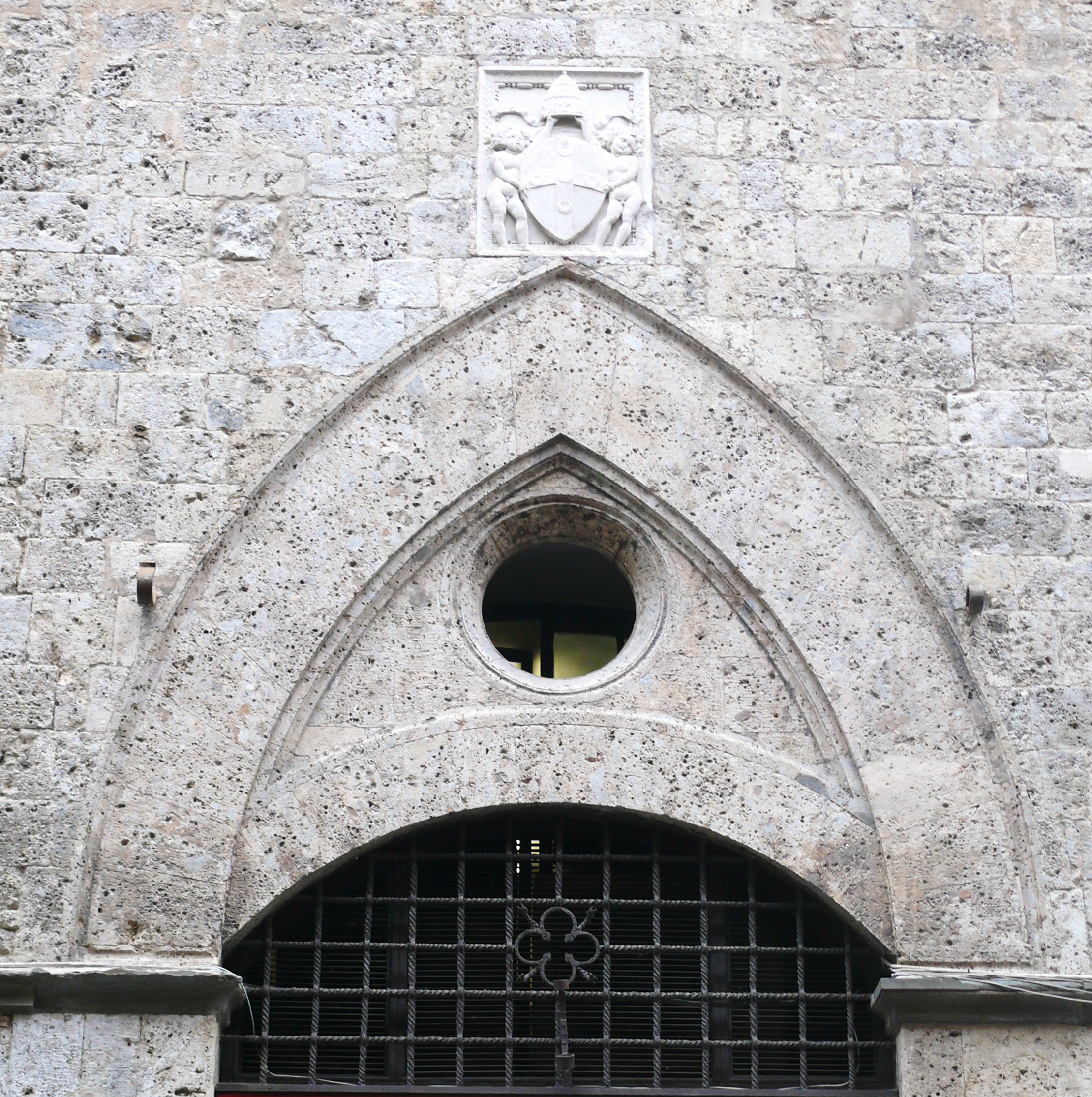
Arco senese in Banchi di Sopra
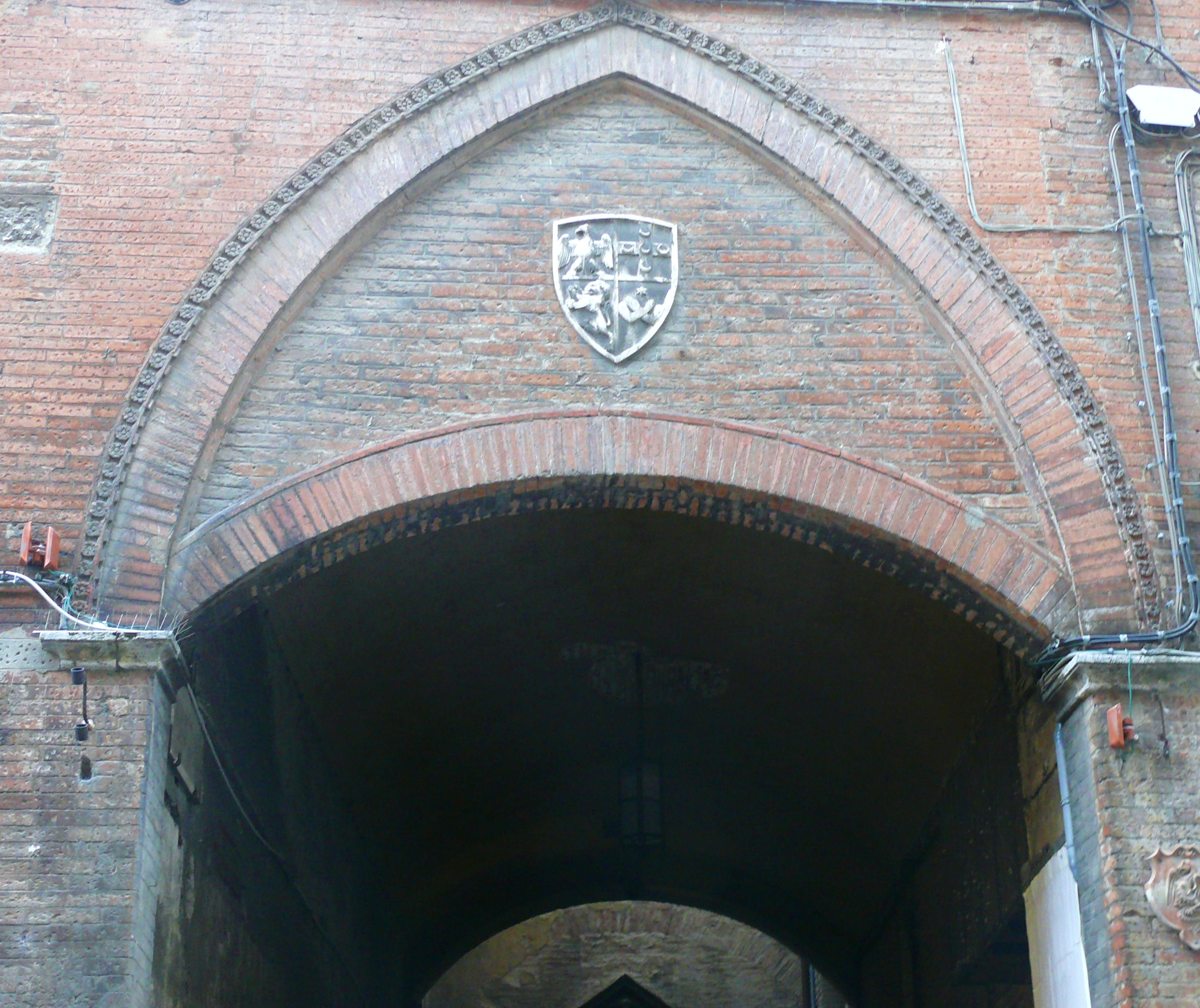
Arco senese tra Banchi di Sopra e via dei Fontani
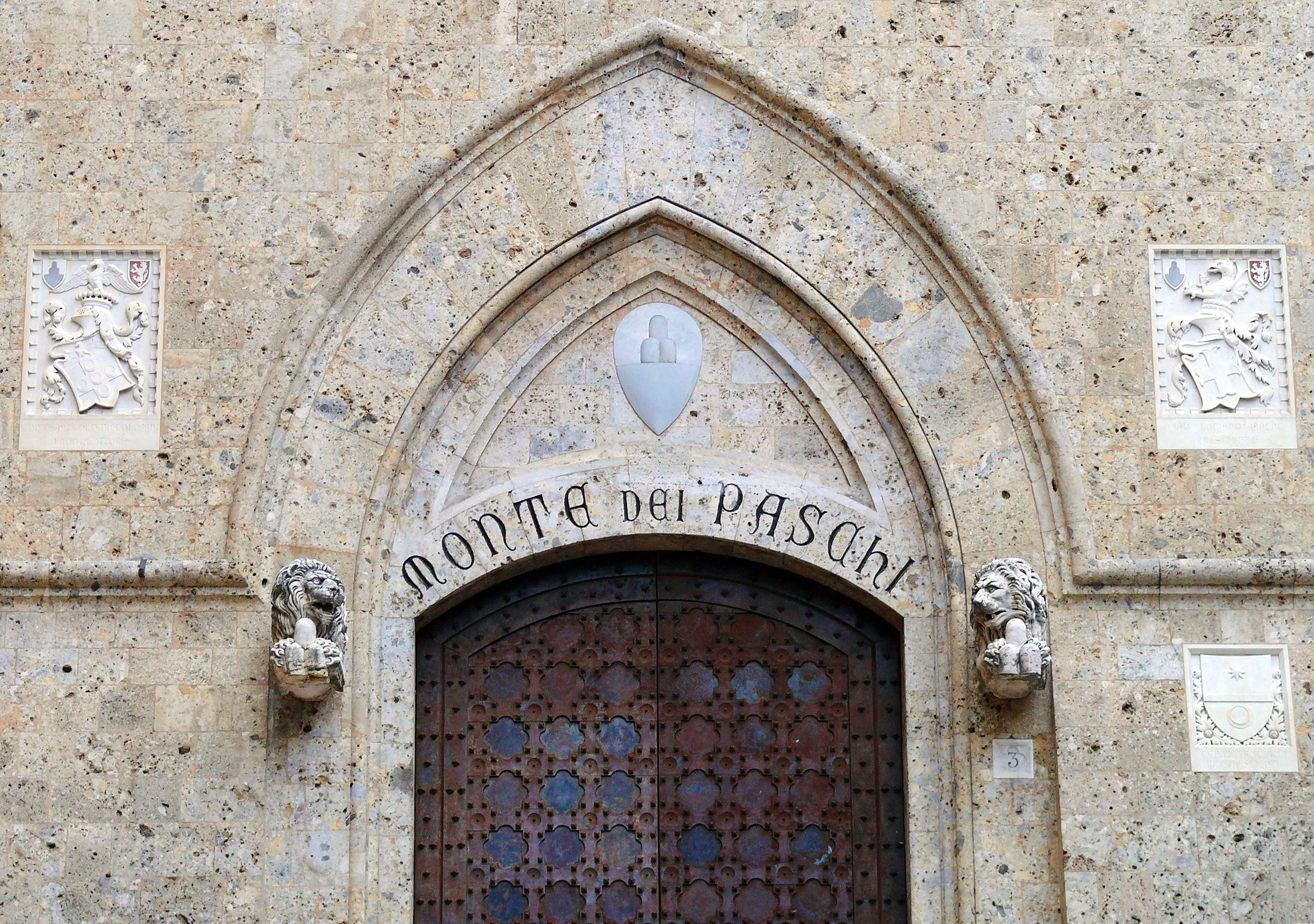
arco senese in Palazzo Salimbeni, sede del MPS
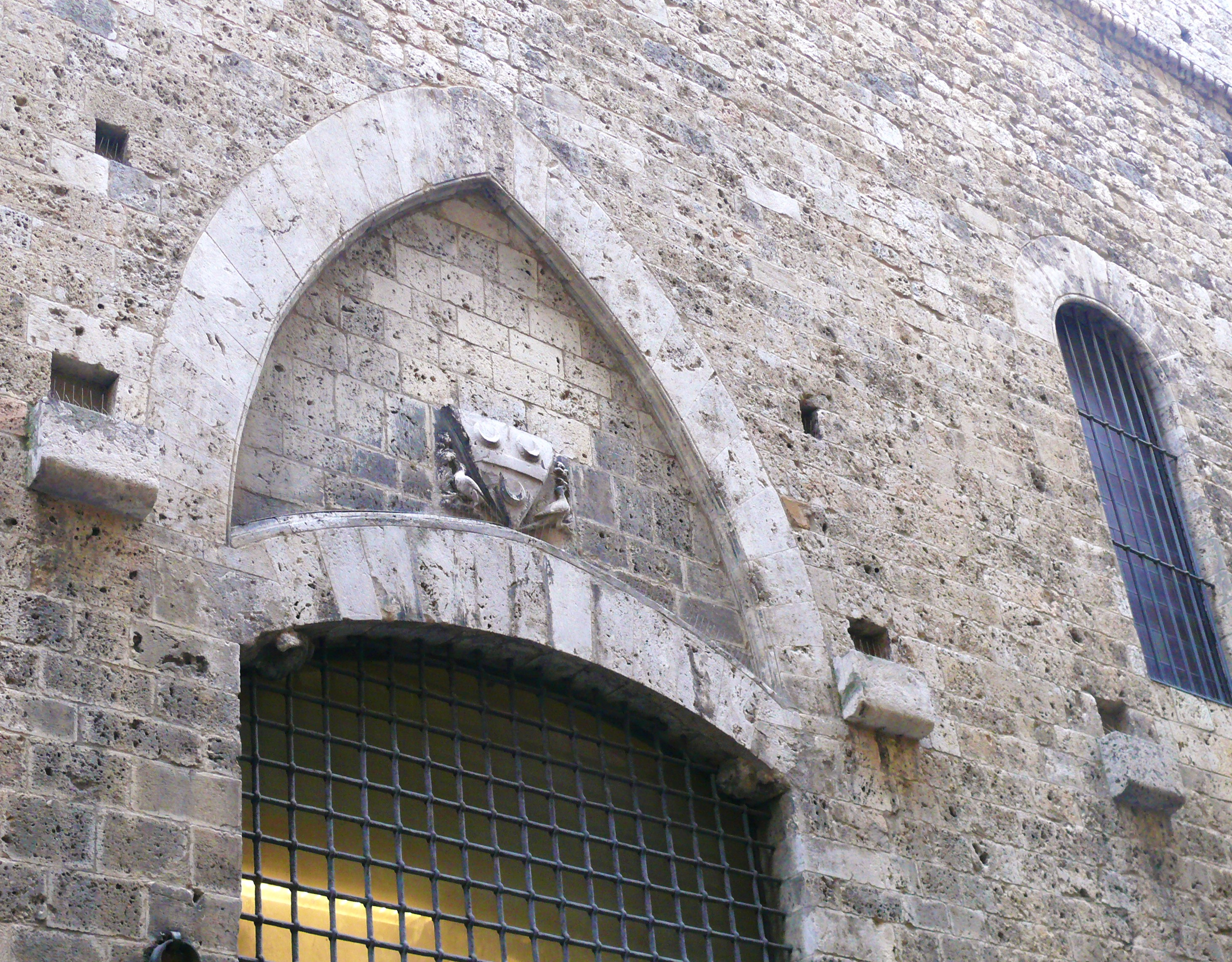
arco senese in Palazzo Tolomei in Via dei Termini
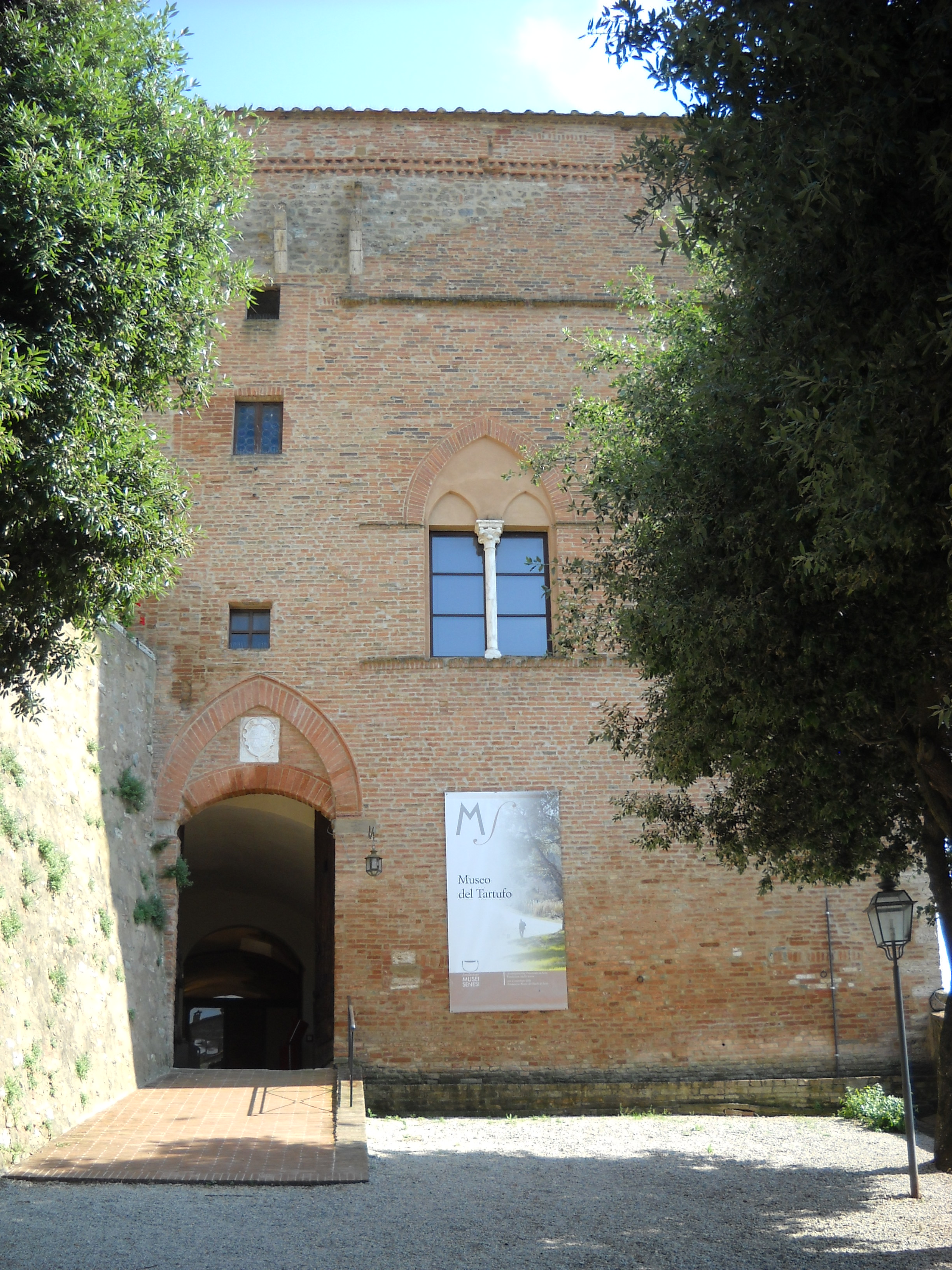
arco senese sulla facciata della Rocca di San Giovanni d'Asso

## Curiosità
L'arco senese più antico è ritenuto quello del portale della facciata posteriore di Palazzo Tolomei in via dei Termini. Nel sito dell'UNESCO l'arco senese è indicato come quintessenziale per il gotico della città di Siena lì iscritto come patrimonio dell'umanità.